# Van Katoen & Nu
Van Katoen & Nu werd in september 2014 als stadsmusical opgevoerd en ging over de opkomst en teloorgang van de textielindustrie in Twente in honderd jaar. De uitvoering was ter ere van het 100-jarig bestaan van de stad Almelo, waar de ontwikkelingen rond de textielindustrie veel invloed hebben gehad op de geschiedenis.
De musical was een initiatief van Gemeente Almelo en een woningcorporatie en werd geschreven door Dick van den Heuvel. Het verhaal werd muzikaal verteld door de ogen van oma Kat die 100 jaar oud werd, met flashbacks naar het verleden. Oma Kat staat hierbij symbool voor Almelo en werd gespeeld door Janke Dekker.
De teksten en muziek waren van Jan Tekstra en Floris Verbeij, de regie was in handen van Steven de Jong. Het Nederlands Symfonieorkest verleende zijn medewerking. Het kinderkoor werd gevormd in wisselende samenstelling door kinderen van Almelose basisscholen.
In totaal werden er 10 voorstellingen gegeven tussen 10 en 20 september 2014 op het Indiëterrein, waar voorheen een textielfabriek heeft gestaan. Het spektakel begon met een maaltijd voor alle gasten op het terrein. Het Indiëterrein is nadien gebruikt voor het bouwen van woningen, maar ook heeft er nog een tweede reeks voorstellingen plaatsgevonden.
De producent heeft aan Van Katoen & Nu een vervolg gegeven met de openluchtvoorstellingen Het verzet kraakt, Stork!, en Van Katoen en Water.

## Huis van Katoen & Nu
Als gevolg van de musical is in Almelo het Huis van Katoen & Nu gevestigd in een leegstaand winkelpand in de binnenstad. Deze locatie wordt gebruikt voor culturele activiteiten. Daarnaast biedt het een beeld van Almelo, met onder andere een decor uit een cabaretprogramma van Herman Finkers, foto's van bekende Almeloërs, historische foto's en informatie over de geschiedenis van voetbalclub Heracles.